# Rakovica (Chorwacja)
Rakovica – wieś w Chorwacji, w żupanii karlowackiej, siedziba gminy Rakovica. W 2011 roku liczyła 310 mieszkańców.
Jest położona w Kordunie, na wysokości 391 m n.p.m., 18 km na południe od Slunja. Przebiega przez nią droga z Karlovaca do miejscowości Plitvička Jezera.
Miejscowa gospodarka oparta jest na rolnictwie i turystyce.

## Powstanie w Rakovicy

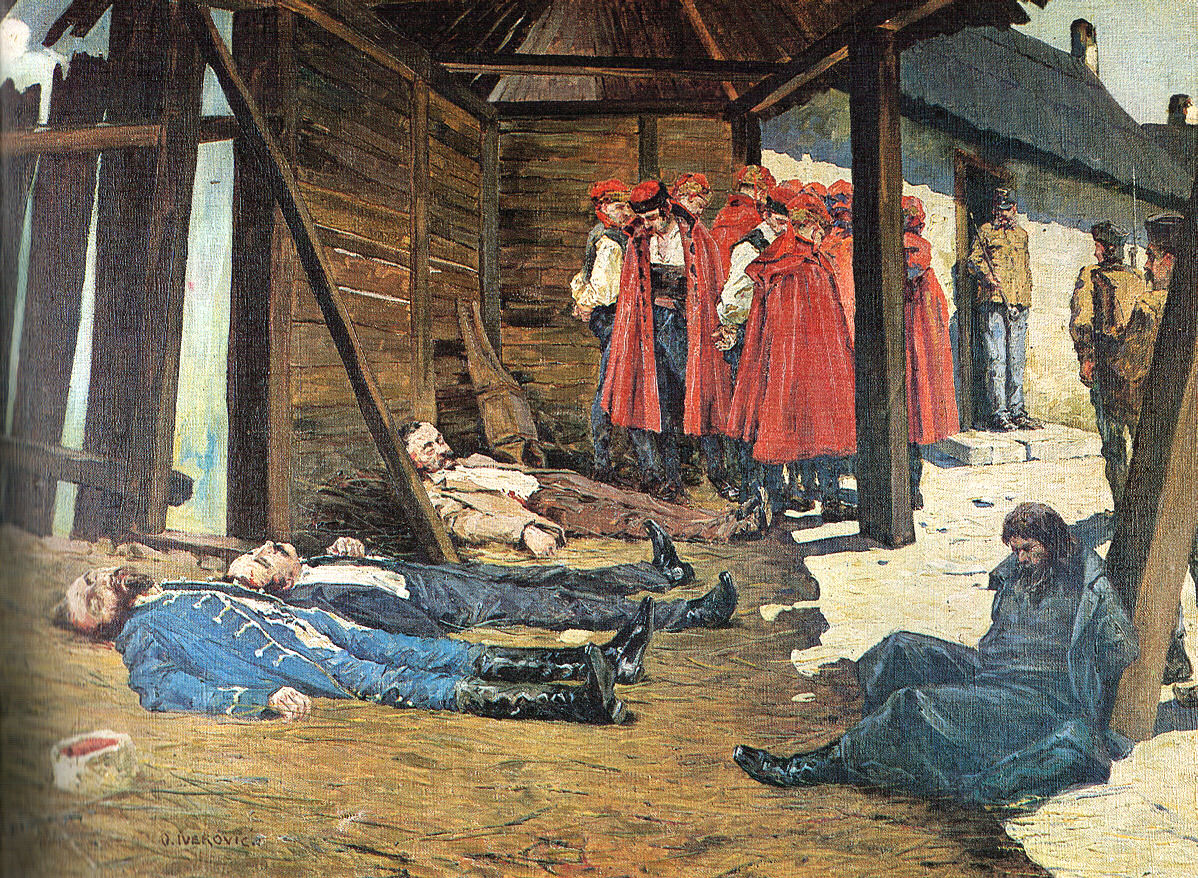
Śmierć Eugena Kvaternika, obraz Otona Ivekovicia

8 października 1871 w Rakovicy (znajdującej się wówczas w granicach Austro-Węgier) chorwacki radykalny polityk Eugen Kvaternik wzniecił powstanie, którego celem było utworzenie niepodległej Chorwacji. W ciągu kilku dni powstańcy zostali pokonani przez wojska rządowe, a 11 października Kvaternik ze swymi dwoma najbliższymi współpracownikami został rozstrzelany.